# Lichans-Sunhar
Lichans-Sunhar ist eine französische Gemeinde mit 85 Einwohnern (Stand 1. Januar 2022) im Département Pyrénées-Atlantiques in der Region Nouvelle-Aquitaine (vor 2016: Aquitanien). Die Gemeinde gehört zum Arrondissement Oloron-Sainte-Marie und zum Kanton Montagne Basque (bis 2015: Kanton Tardets-Sorholus).
Der Name in der baskischen Sprache lautet Lexantzü-Zunharre. Die Einwohner werden entsprechend Lexanztar oder Zunharrar genannt.

## Geographie
Lichans-Sunhar liegt ca. 30 km südwestlich von Oloron-Sainte-Marie im Landstrich der Hoch-Soule der historischen Provinz Soule im französischen Teil des Baskenlands.
Umgeben wird Lichans-Sunhar von den Nachbargemeinden:
|                                 | Alos-Sibas-Abense                           |                  |
| Alçay-Alçabéhéty-Sunharette     | Kompassrose, die auf Nachbargemeinden zeigt | Laguinge-Restoue |
| Lacarry-Arhan-Charritte-de-Haut | Etchebar Licq-Athérey                       |                  |

Lichans-Sunhar befindet sich im Einzugsgebiet des Flusses Adour. Der Saison, ein Nebenfluss des Gave d’Oloron, strömt mit seinem Zufluss, dem Ruisseau Elgalarena, durch das Gebiet der Gemeinde.

## Geschichte
Die ehemaligen Gemeinden Lichans und Sunhar schlossen sich am 5. August 1842 zur neuen Gemeinde Lichans-Sunhar zusammen.
Toponyme und Erwähnungen von Lichans waren:
- Lixans (1385, Manuskriptsammlung von André Duchesne, Band 114, Blatt 43),
- Lissans und Lixantz (1475 bzw. 1480, Verträge von Ohix, Notar von Soule, Blatt 21 und 72),
- Lexans und Saint-André de Lichans (1608 bzw. 1678, Veröffentlichungen des Bistums Oloron) und
- Lichans (1750, Karte von Cassini).[3][4]

### Einwohnerentwicklung
Nach Höchstständen der Einwohnerzahl von über 300 in der Mitte des 19. Jahrhunderts reduzierte sich die Zahl bei kurzen Erholungsphasen bis zu den 1970er Jahren auf ein Niveau von rund 80 Einwohnern, welches bis heute gehalten wird.
| Jahr      | 1962 | 1968 | 1975 | 1982 | 1990 | 1999 | 2006 | 2009 | 2022 |
| --------- | ---- | ---- | ---- | ---- | ---- | ---- | ---- | ---- | ---- |
| Einwohner | 105  | 107  | 83   | 83   | 93   | 80   | 76   | 69   | 85   |

## Sehenswürdigkeiten

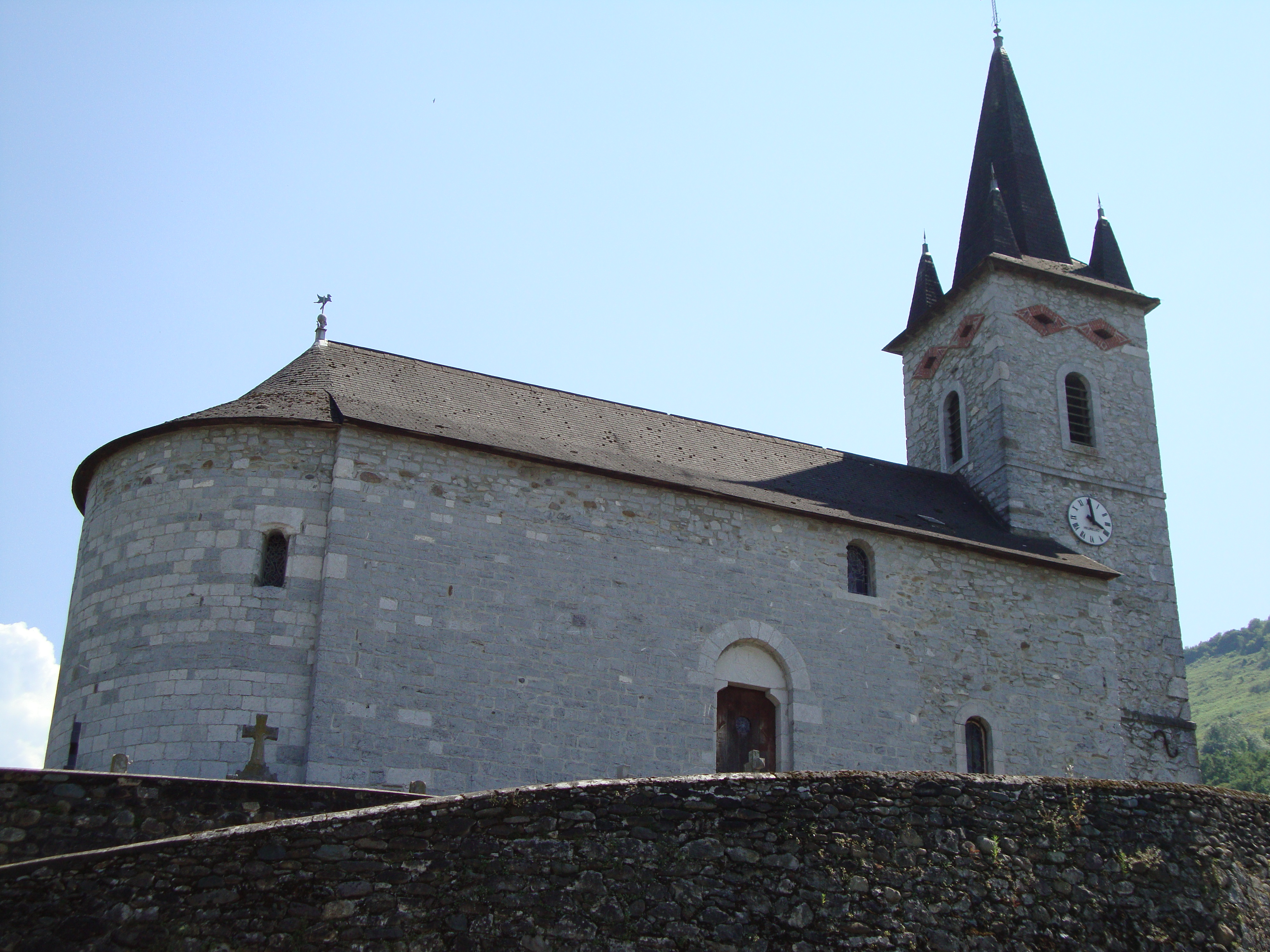
Pfarrkirche Saint-André in Lichans

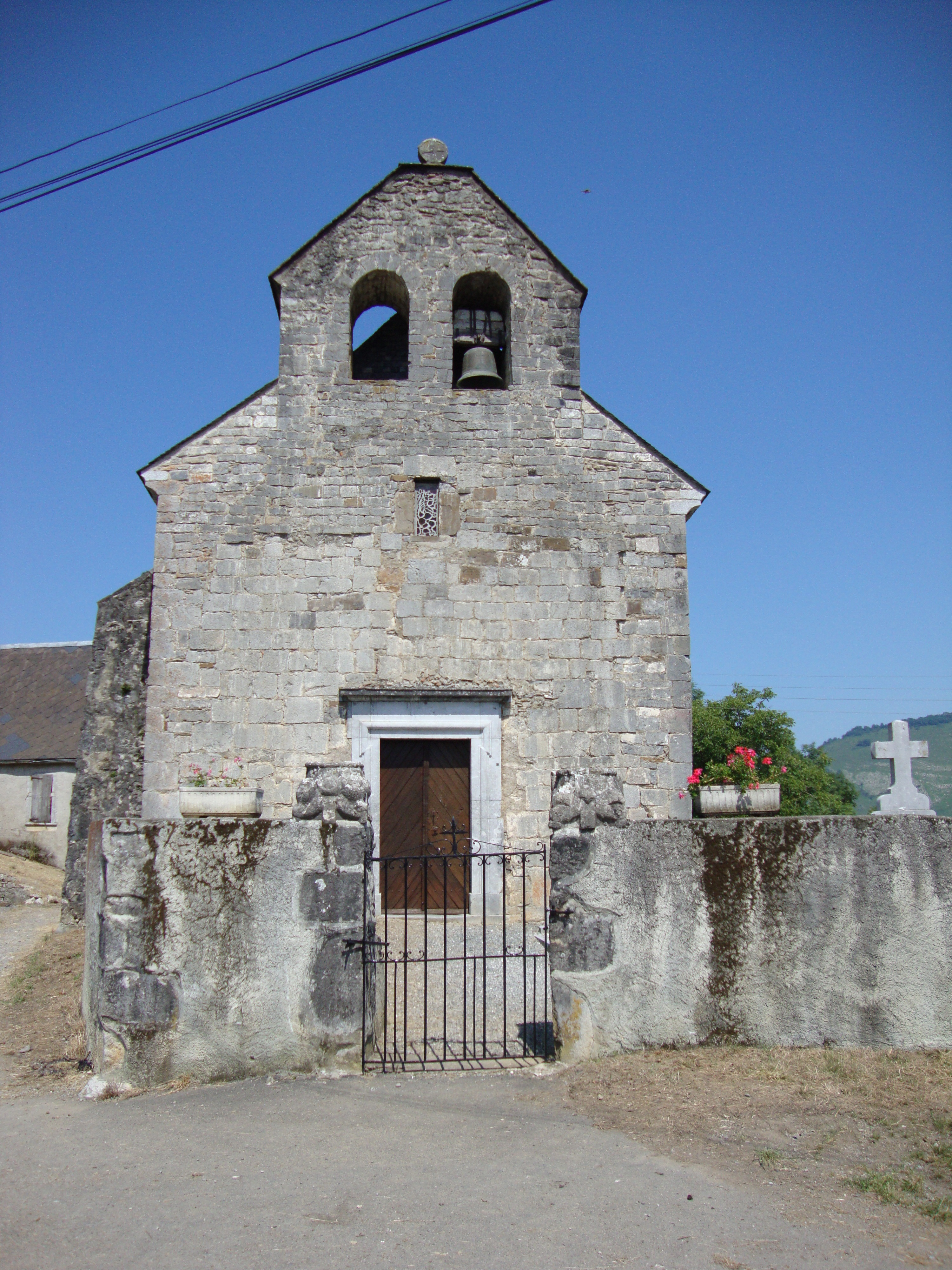
Pfarrkirche Saint-Pierre in Sunhar

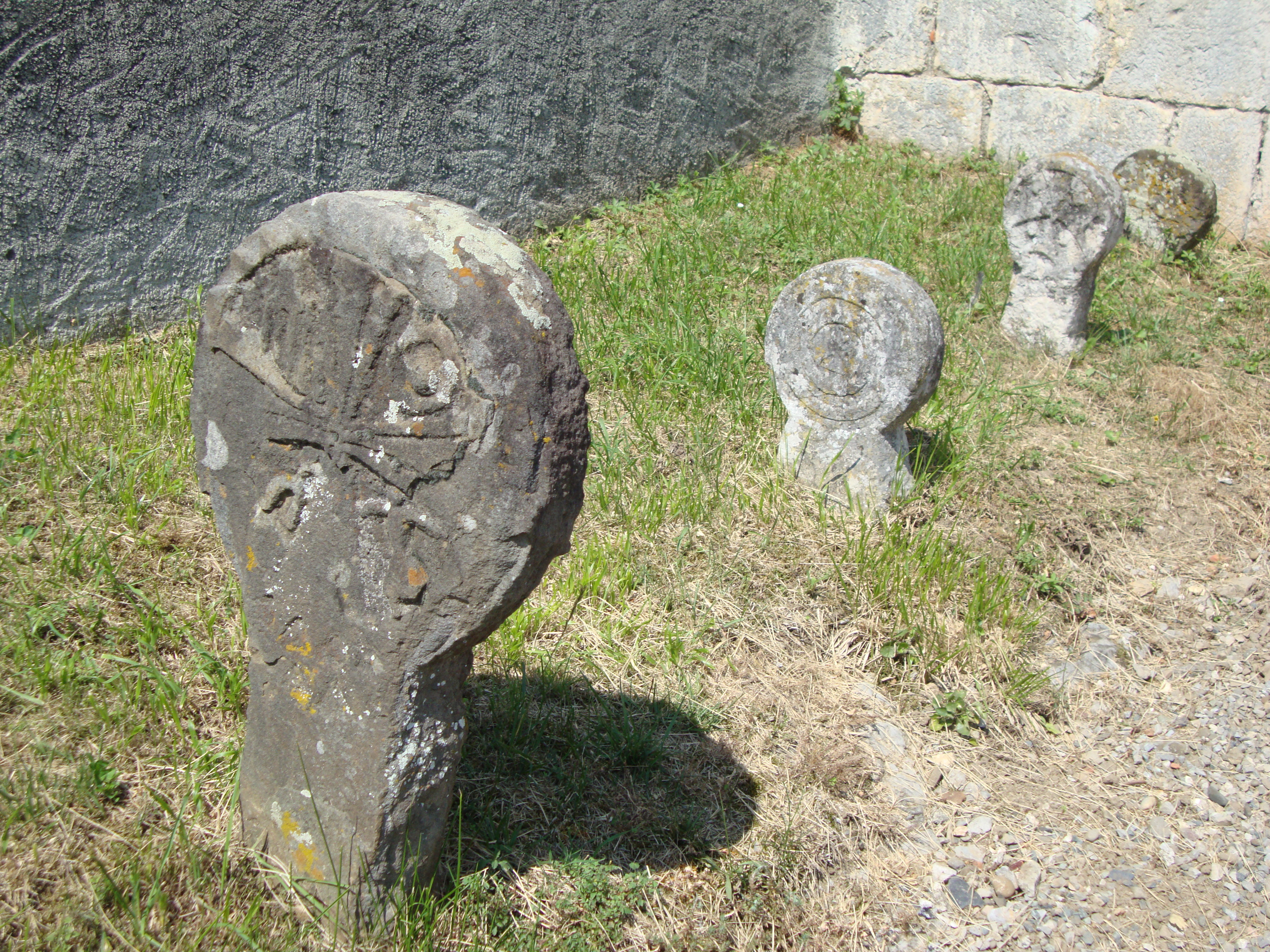
Hilarri auf dem Friedhof von Sunhar

- Pfarrkirche von Lichans, geweiht dem Apostel Andreas, errichtet zwischen dem 17. und 18. Jahrhundert. Der Langbau wird von einem viereckigen Glockenturm über dem Eingangsvorbau flankiert, der einen langen polygonalen, mit Schiefer gedeckten Helm besitzt. Die Kirche besitzt u. a. einen barocken Altaraufsatz und ein Vortragekreuz aus dem 16. Jahrhundert. Auf dem Friedhof, der die Pfarrkirche umgibt, stehen mehrere scheibenförmigen Grabstelen, Hilarri genannt.[7]

Hilarri auf dem Friedhof von Lichans
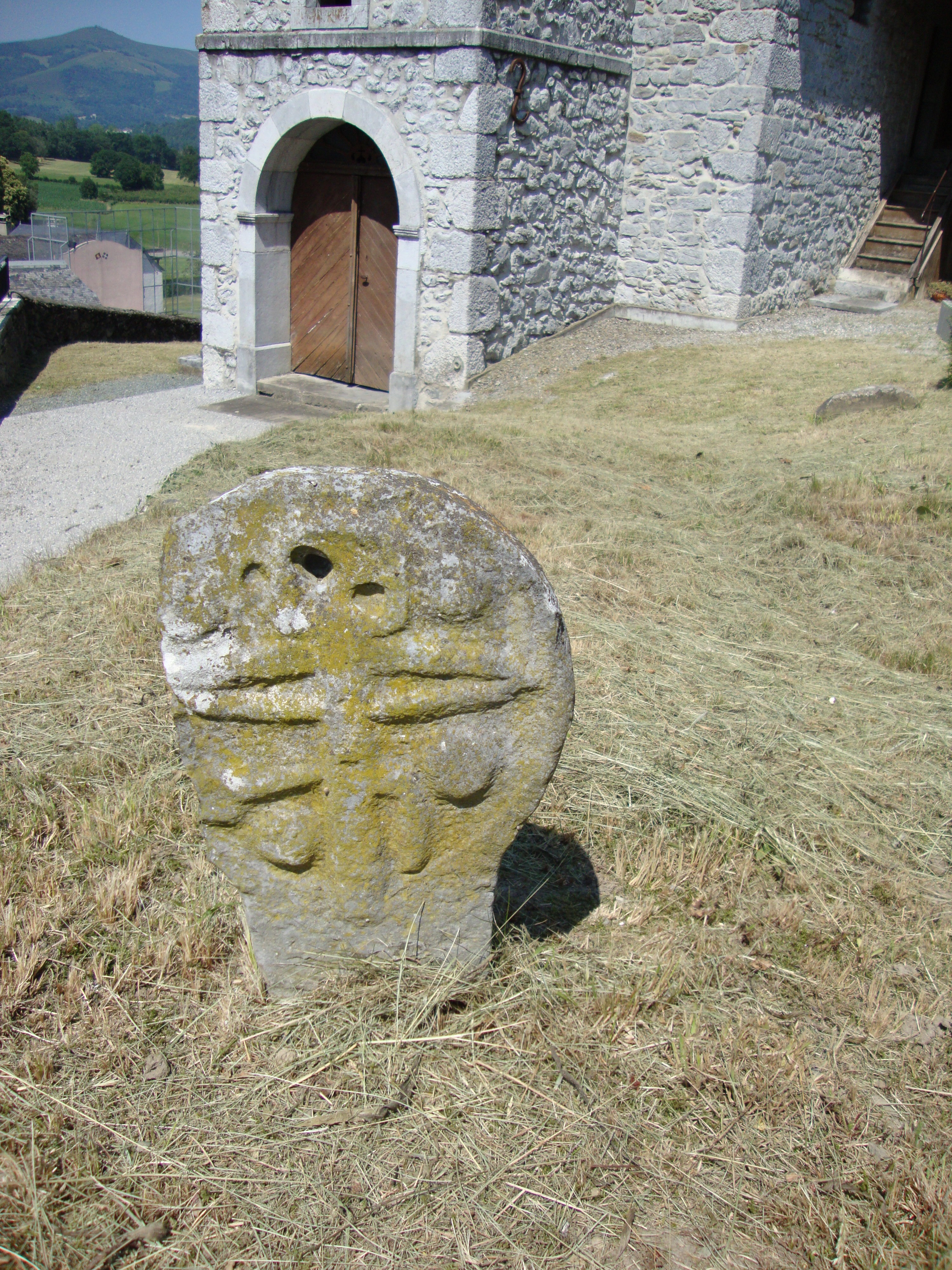
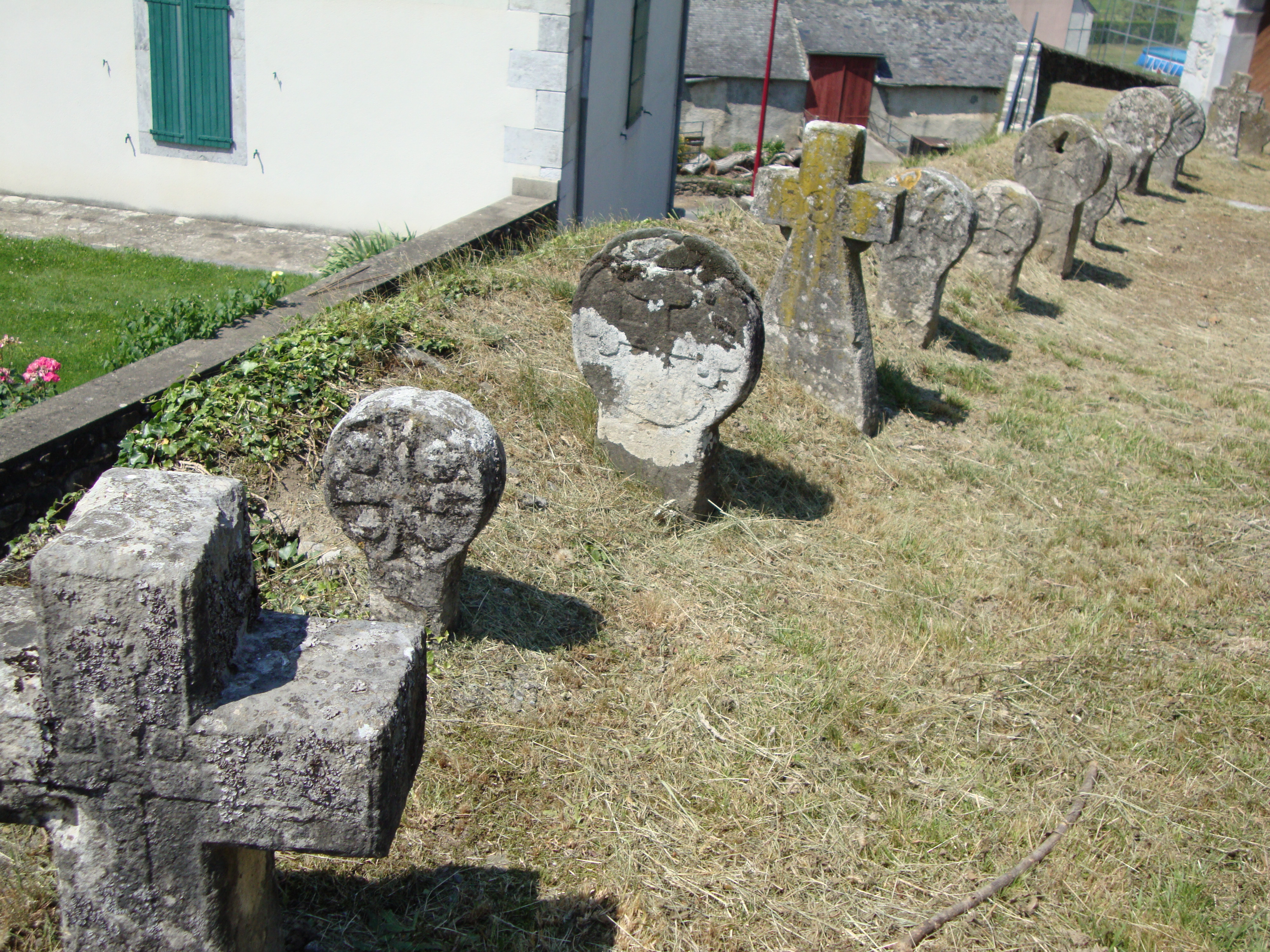
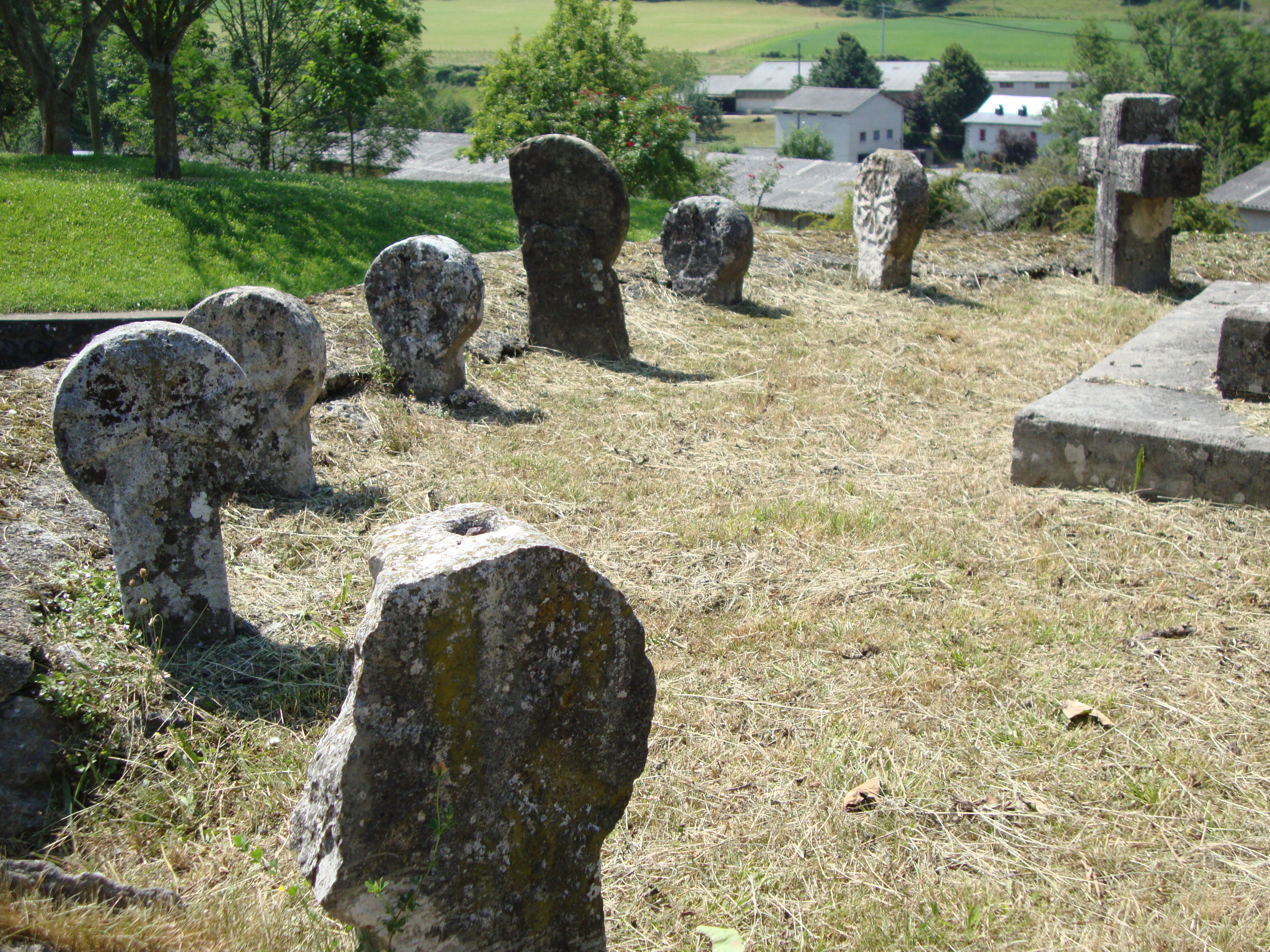

- Pfarrkirche von Sunhar, geweiht dem Apostel Simon Petrus. Auf der Spitze eines Hügels ist die Kirche zwischen dem 11. und 12. Jahrhundert gebaut worden. Das massive Gebäude wird von einem Glockengiebel mit zwei Öffnungen für die Glocken flankiert und auf der anderen Seite mit einer runden Apsis mit Kesselgewölbe abgeschlossen. Sein Dach ist mit einem umlaufenden Gesims verziert. Eine Empore und ein Gewölbe aus Holz unterbrechen die Wände im Inneren des romanischen Baus. Sein Eingangsportal ist in einem nüchternen Stil gestaltet. Seine Holztür ist mit einer Rahmung aus Steinen versehen, die ein Tympanon mit einem eingravierten Christusmonogramm umschließt. Wie bei vielen Christusmonogrammen werden hier zusätzlich die Zeichen für Alpha und Omega als Begleitmotiv dargestellt, Symbol für Anfang und Ende der Schöpfung. Auf dem umliegenden Friedhof in Sunhar sind ebenfalls scheibenförmige Grabstelen zu sehen, von denen zwei Exemplare als nationales Kulturgut registriert sind.[8][9][10]

Ausstattungsgegenstände der Pfarrkirche von Sunhar
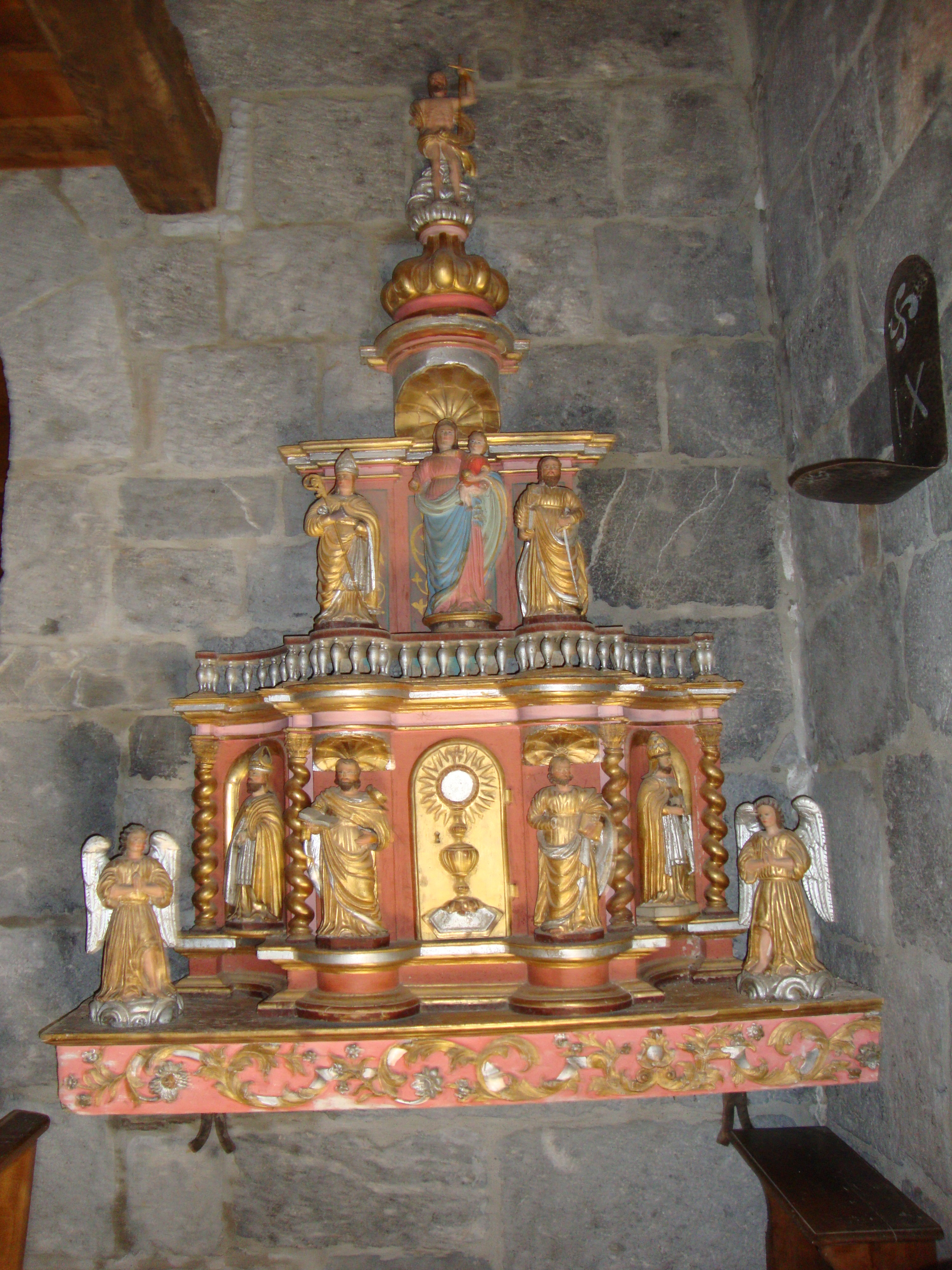
Altarretabel
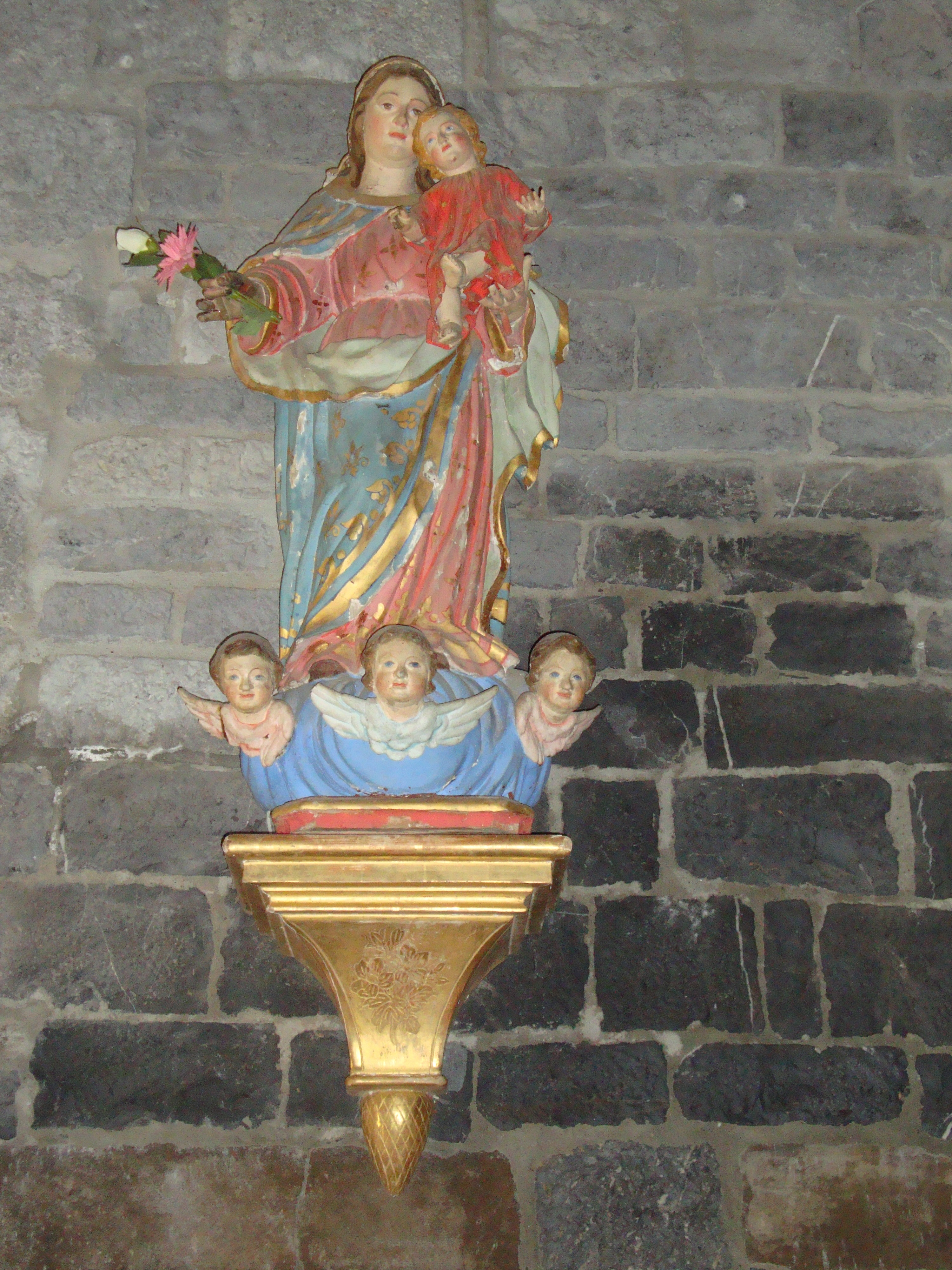
Maria und Jesuskind

- Haus Etxekopar. Die für die Soule typische Architektur von Häusern, die sich von der in den anderen Regionen des Baskenlands unterscheidet, lässt sich zuerst an den Dächern erkennen. Das charakteristische Dach der Soule wie im Fall dieses Wohnhauses ist ein mit schwarzem Schiefer gedecktes Walmdach mit einer hohen Neigung, die eine rasche Räumung des im Winter häufig vorkommenden Schnees erlaubt. Im Gegensatz zu Häusern in den beiden anderen baskischen Regionen haben Häuser in der Soule wie bei diesem Haus keinen Balkon oder Fachwerk auf den Fassaden, die bei diesem Haus mit einem verzierten Sturz der Eingangstür und Verzahnungen an den Ecken der Hauswände ausgestaltet sind.[11] Der Sturz datiert aus dem Jahr 1791, wie seine entsprechende Inschrift belegt, und verrät einiges über die politische Einstellung seiner damaligen Bewohner. Das Werk besteht aus mehreren Steinen und bedeckt die Fläche zwischen der Tür und dem darüberliegenden Fenster. Neben der Jahreszahl ist die Fülle von auftretenden Schwertlilien aufschlussreich. 1791 sind zwei Jahre nach dem Sturm auf die Bastille und Beginn der Französischen Revolution vergangen. In diesem Jahr unternahm die königliche Familie einen vergeblichen Fluchtversuch. Bedeutsam für das Baskenland war das Dekret ein Jahr zuvor, das die Absetzung aller Bischöfe und Pfarrer vorsah, die sich weigerten, die neue Zivilverfassung des Klerus anzuerkennen. Die große Mehrheit des baskischen Klerus stand ihr ablehnend gegenüber, und die Bevölkerung unterstützte und beschützte ihre Geistlichen, sodass Heilige Messen im Geheimen in Scheunen oder Häusern abgehalten wurden, während die Kirchen leer blieben. Die Gestaltung des Sturzes eines Hauses gegenüber der Pfarrkirche mit Schwertlilien, Symbolen des französischen Königs, ist ein Zeichen der Einstellung der damaligen Hausbewohner, wahrscheinlich der gesamten Gemeinde, gegen die als unchristlich empfundene neue Verfassung.[12]

## Wirtschaft und Infrastruktur

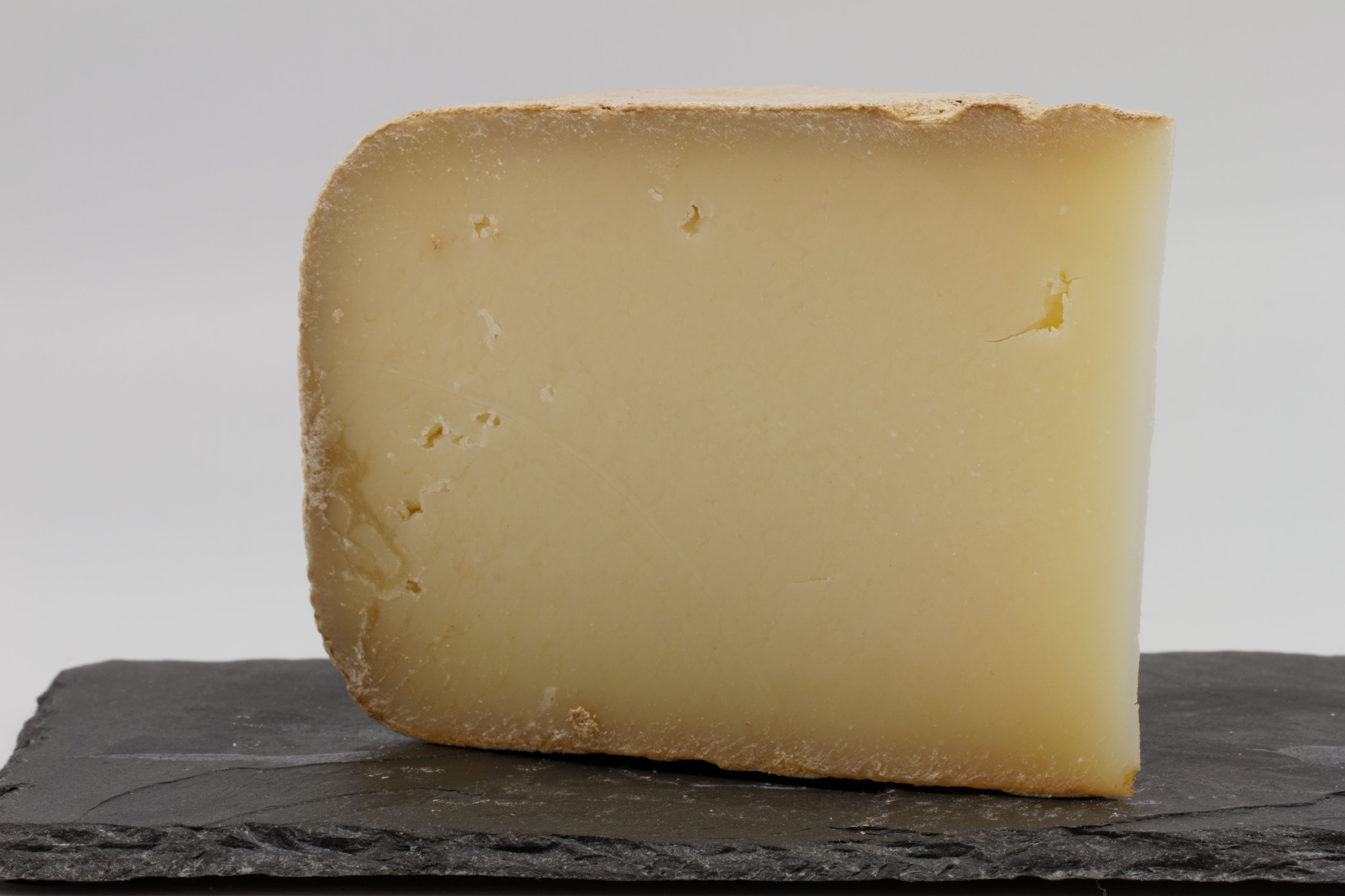
Ossau-Iraty

Die Landwirtschaft mit den Schwerpunkten Viehzucht und Weidewirtschaft ist der wichtigste Wirtschaftsfaktor der Gemeinde. Lichans-Sunhar liegt in den Zonen AOC des Ossau-Iraty, eines traditionell hergestellten Schnittkäses aus Schafmilch, sowie der Schweinerasse und des Schinkens „Kintoa“.

### Sport und Freizeit

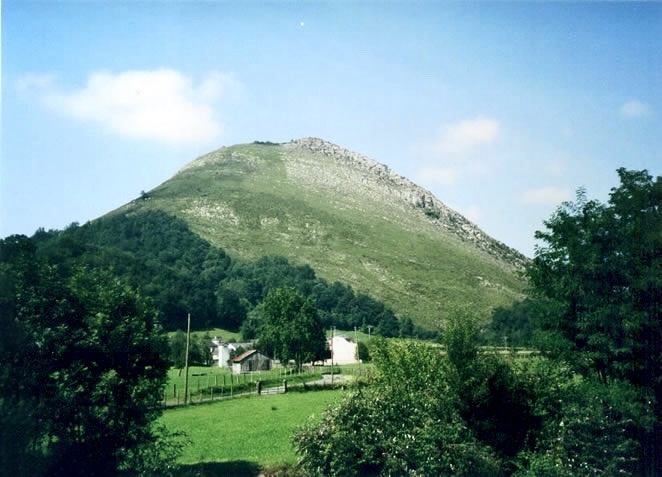
Chapeau du gendarme

- Ein leichter Rundweg mit einer Länge von 4 km und einem Höhenunterschied von 320 m führt vom Frontón von Lichans auf den 572 m hohen Chapeau du gendarme (baskisch Lexantzümendi), der seinen Namen „Gendarmenhut“ aufgrund seiner Form eines Zweispitzes erhielt.[16]

- Ein weiterer leichter Rundweg mit einer Länge von 6,5 km und einem Höhenunterschied von 190 m führt vom Frontón von Lichans durch Eichenwälder zu den Ortsteilen Abense-de-Haut und Sibas der Nachbargemeinde und Sunhar.[17]

### Verkehr
Lichans-Sunhar wird durchquert von der Route départementale 57.

## Persönlichkeiten
- Pierre Hilarion Anchen, geboren am 20. November 1879 in Lichans-Sunhar, gestorben am 2. Mai 1967 in Kōyama, Präfektur Kagoshima, Japan, war ein französischer Missionar der Pariser Mission.